# Vllasova Musta
Vllasova Musta (ur. 8 kwietnia 1949 w Gjirokastrze) – albańska poetka i scenarzystka.

## Życiorys
W 1971 ukończyła studia z zakresu języka i literatury albańskiej na Uniwersytecie w Tiranie. Na początku lat 70. rozpoczęła pracę w Studiu Filmowym Nowa Albania jako redaktor literacki. Jednocześnie pisała utwory poetyckie, a od 1972 zajęła się przygotowywaniem scenariuszy dla filmów dokumentalnych. Pierwszy scenariusz opracowała dla filmu Duke filluar nga vetja. W latach 1974–1983 przygotowała 20 scenariuszy dla filmów dokumentalnych. Od 1984 poświęciła się głównie filmom animowanym. Za film Balada e druvarit z 1997 otrzymała nagrodę państwową. W latach 1997–2002 pełniła funkcję dyrektora studia filmowego Albfilm. Zasiadała w jury Festiwalu Filmów Dokumentalnych w Tiranie.
Była żoną Kujtima Spahivogliego, z którym się rozwiodła z powodów politycznych.

## Filmy dokumentalne
- 1974: Prape hapave te para
- 1975: Mjekja e fshatit
- 1975: Vater dije, vater lirie
- 1976: Banore te rinj buze jonit
- 1980: Dropulli i rilindur
- 1984: Prite, prite Skenderbene

## Poezja
- 2006: Kthema diellin, Tim : poezi (wyd. Aparkeas-Abraxas)